# Hedwig Lachmann
Pour les articles homonymes, voir Lachmann.
Hedwig Lachmann est une femme de lettres et poétesse allemande, née le 29 août 1865 à Stolp (Poméranie) et morte le 21 février 1918 à Krumbach (Souabe).

## Biographie
Née en 1865, Hedwig Lachmann est la fille d'un chantre de synagogue (Hazzan). Elle passe son enfance à Stolp puis, après sept années à Hürben, en Souabe, elle réussit à quinze ans son examen de professeur de langue à Augsbourg. Deux ans plus tard, elle devient préceptrice en Angleterre.
De 1889 à 1917, elle entretient des contacts avec le cercle des poètes de Friedrichshagen et Pankow. C'est lors d'une soirée de lecture chez Richard Dehmel, en 1889, qu'elle fait la connaissance de Gustav Landauer, son futur mari, proche des milieux révolutionnaires.
Auteur de poèmes, elle a traduit de nombreuses œuvres en allemand, notamment la tragédie d'Oscar Wilde Salomé qui servit de livret à l'opéra-homonyme de Richard Strauss.
Elle est la grand-mère du réalisateur américain Mike Nichols.

## Œuvres

### Poésies
- Im Bilde (poèmes originaux et traduits), 1902
- Vertraut und fremd und immer doch noch ich (poèmes originaux et traduits, essais), 1903
- Recueil de poésies, 1919 (posthume)

### Traductions
- de l'anglais : œuvres d'Edgar Allan Poe, de  Rabindranath Tagore et d'Oscar Wilde
- du hongrois : poèmes (1891), œuvres de Sándor Petőfi
- du français : œuvres d'Honoré de Balzac, Salomé d'Oscar Wilde